# Cờ tướng tại Đại hội Thể thao Đông Nam Á 2023
Cờ tướng tại Đại hội Thể thao Đông Nam Á 2023 dự kiến sẽ được tổ chức từ ngày 12 đến 16 tháng 05 năm 2023 tại Phnôm Pênh, Campuchia.
Cờ tướng tại Đại hội Thể thao Đông Nam Á 2023 sẽ được diễn ra với 4 nội dung. Nội dung nam gồm 3 nội dung là: đồng đội cờ nhanh, đồng đội cờ chớp và cá nhân cờ tiêu chuẩn. Nội dung nữ chỉ có 1 nội dung là: cá nhân cờ tiêu chuẩn

## Chương trình thi đấu
| Ngày       | Thời gian    | Nội dung                  |
| ---------- | ------------ | ------------------------- |
| 12 tháng 5 | 9:00 - 20:00 | Thi đấu cờ tiêu chuẩn nam |
| 13 tháng 5 | 9:00 - 20:00 | Thi đấu cờ tiêu chuẩn nữ  |
| 14 tháng 5 | 9:00 - 20:00 | Thi đấu cờ nhanh          |
| 15 tháng 5 | 9:00-20:00   | Thi đấu cờ chớp           |

## Bảng tổng sắp huy chương
| Hạng               | Đoàn               | Vàng | Bạc | Đồng | Tổng số |
| ------------------ | ------------------ | ---- | --- | ---- | ------- |
| 1                  | Việt Nam           | 2    | 2   | 1    | 5       |
| 2                  | Singapore          | 2    | 1   | 2    | 5       |
| 3                  | Malaysia           | 0    | 1   | 2    | 3       |
| 4                  | Campuchia          | 0    | 0   | 3    | 3       |
| Tổng số (4 đơn vị) | Tổng số (4 đơn vị) | 4    | 4   | 8    | 16      |

## Danh sách huy chương
| Nội dung          | Vàng                                             | Bạc                                      | Đồng                                     |
| ----------------- | ------------------------------------------------ | ---------------------------------------- | ---------------------------------------- |
| Cờ tiêu chuẩn nam | Lại Lý Huynh · Việt Nam                          | Alvin Woo Tsung Han · Singapore          | Nguyễn Thành Bảo · Việt Nam              |
| Cờ tiêu chuẩn nam | Lại Lý Huynh · Việt Nam                          | Alvin Woo Tsung Han · Singapore          | Keung On Chan · Campuchia                |
| Cờ tiêu chuẩn nữ  | Lan Huong Ngo · Singapore                        | Lê Thị Kim Loan · Việt Nam               | Jee Xin Ru · Malaysia                    |
| Cờ tiêu chuẩn nữ  | Lan Huong Ngo · Singapore                        | Lê Thị Kim Loan · Việt Nam               | Fiona Tan Min Fang · Singapore           |
| Cờ nhanh          | Việt Nam · Đặng Cửu Tùng Lân · Nguyễn Quang Nhật | Malaysia · Tan Yu Huat · Yeoh Thean Jern | Campuchia · Heng Chamnan · Yu Kuen Chiu  |
| Cờ nhanh          | Việt Nam · Đặng Cửu Tùng Lân · Nguyễn Quang Nhật | Malaysia · Tan Yu Huat · Yeoh Thean Jern | Singapore · Junyang Ng · Low Yi Hao      |
| Cờ chớp           | Singapore · Alvin Woo Tsung Han · Low Yi Hao     | Việt Nam · Chu Tuấn Hải · Hà Văn Tiến    | Malaysia · Sim Yip How · Yeoh Thean Jern |
| Cờ chớp           | Singapore · Alvin Woo Tsung Han · Low Yi Hao     | Việt Nam · Chu Tuấn Hải · Hà Văn Tiến    | Campuchia · Heng Chamnan · Keung On Chan |